# 披针叶胡颓子
披针叶胡颓子（学名：Elaeagnus lanceolata），为胡颓子科胡颓子属下的一个植物种。